# 格拉·佐尔坦
謝拉·蘇爾坦（匈牙利語：Zoltán Gera，1979年4月22日—）是一名匈牙利職業足球員，主要司職進攻中場，但在職業生涯中亦曾出任左、右兩翼。他以擅於倒掛入球及後空翻慶祝入球動作而廣為人識。謝拉曾獲選2002年、2004年及2005年三屆「匈牙利足球先生」，他亦在2009/10年球季獲選富咸年度最佳球員。

## 生平

### 球會
國內
謝拉在匈牙利南部巴蘭尼亞州首府佩奇出生，早年效力家鄉低級別小球會。直到2000年7月1日才加盟布達佩斯球會费伦茨瓦罗斯，效力期間上陣115場聯賽及射入32球，協助球會贏得聯賽及匈牙利盃冠軍各兩次，更獲選加入國家隊。
西布朗
2004年7月30日，謝拉以150萬英鎊身價加盟英超球會西布朗，簽署三年合約，並有一年優先續約權。8月14日首次在英超登場，於賽事末段87分鐘入替安迪·莊臣（Andy Johnson），西布朗以1-1賽和布力般流浪收場。8月25日謝拉首次正選上陣對熱刺，僅3分鐘即射入首個聯賽入球，賽果又是平手1-1完場。西布朗大部分球季為護級而努力掙扎，謝拉被傳媒認為是球隊抗拒降班陣中重要成員，越近季尾情況越加明顯，謝拉在每場賽事的影響力逐漸增加。2005年4月3日他在對如日方中的愛華頓頂入奠勝球後，球隊狀態隨即冒起，更在聯賽閉幕日奇蹟護級成功。他在加盟首季出席全部38場聯賽並射入6球。
2005/06年球季謝拉受到傷患困擾，於2005年11月接受疝氣手術，整季僅上陣16場及射入3球，而西布朗亦於球季結束後降班英冠。謝拉繼續留隊希望協助球隊重返英超。
2006/07年球季謝拉協助西布朗取得聯賽第4位參加升班附加賽，準決賽兩回合累計4-2淘汰狼隊，但在決賽以0-1不敵打比郡錯失重返英超機會。謝拉整季在各項賽事上陣47場及射入6球。翌季西布朗抓緊機會，順利贏得聯賽賽冠軍升班英超，而謝拉整季上陣多達49場及射入10球。
富咸
2008年6月9日謝拉拒絕西布朗提供的新合約，並決定以自由身轉投英超球會富咸，於6月11日落實加盟，簽約三年。2008/09年球季揭幕日他首次為富咸披甲上陣，作客1-2不敵侯城。8月27日於英格蘭聯賽盃主場3-2淘汰莱斯特城先拔頭籌兼射入加盟後首球；9月13日主場2-1擊敗保頓亦在聯賽打開進帳。2009年3月21日主場迎戰曼聯，下半場末段才後補上陣的謝拉，完場前背門施展倒掛射入，為富咸鎖定2-0勝局。加盟首個球季謝拉合共上陣38場及射入3球，而富咸亦取得聯賽第7位，獲得的來屆歐霸盃入場劵。
重返西布朗
2011年7月8日，西布朗證實正與謝拉商討重返球隊，於8月2日落實加盟，簽約兩年。但謝拉因膝蓋傷患，延遲至11月5日才於作客對阿仙奴再披西布朗球衣上陣，惟僅第三場上陣主場對熱刺，他於21分鐘傷出，賽後證實左膝前十字韧带破裂，隨即接受手術，整個球季就此完結。

### 國家隊
2002年2月13日謝拉首次代表匈牙利上陣，以1-2不敵瑞士，其後一直成為國家隊主力，上陣超過60場及射入接近20球。
2009年10月14日在世界盃外圍賽對丹麥前，時任國家隊領隊艾榮·高文以謝拉遲到出席球隊會議為由，將他從出賽名單中剔除，事後謝拉忿然宣佈從國家隊退役。直到2010年7月23日由匈牙利足球總會會長塞尼·桑朵（Csányi Sándor）親自領導新成立的董事會革退艾榮·高文，並任命青年隊主帥埃格瓦里·桑朵（Egervári Sándor）接手執教，謝拉在與埃格瓦里討論後答允復出，於2010年8月11日對英格蘭的友誼賽再度披上國家隊球衣上陣。
國際賽入球
| #  | 日期           | 場地                                         | 對賽球隊 | 入球 | 賽果 | 競賽                      |
| -- | -------------- | -------------------------------------------- | -------- | ---- | ---- | ------------------------- |
| 1  | 2002年10月16日 | 匈牙利布達佩斯Ferenc Szusza Stadium          | 圣马力诺 | 1–0  | 3–0  | UEFA Euro 2004 Qual.      |
| 2  | 2002年10月16日 | 匈牙利布達佩斯Ferenc Szusza Stadium          | 圣马力诺 | 2–0  | 3–0  | UEFA Euro 2004 Qual.      |
| 3  | 2002年10月16日 | 匈牙利布達佩斯Ferenc Szusza Stadium          | 圣马力诺 | 3–0  | 3–0  | UEFA Euro 2004 Qual.      |
| 4  | 2003年4月30日  | 匈牙利布達佩斯普斯卡什球場                   | 盧森堡   | 1–0  | 5–1  | Friendly                  |
| 5  | 2003年6月7日   | 匈牙利布達佩斯Ferenc Szusza Stadium          | 拉脫維亞 | 3–1  | 3–1  | UEFA Euro 2004 Qual.      |
| 6  | 2004年9月8日   | 匈牙利布達佩斯Ferenc Szusza Stadium          | 冰島     | 1–1  | 3–2  | FIFA World Cup 2006 Qual. |
| 7  | 2004年11月17日 | Ta' Qali Stadium, Ta' Qali, Malta            | 馬爾他   | 0–1  | 0–2  | FIFA World Cup 2006 Qual. |
| 8  | 2005年6月4日   | Laugardalsvöllur, Reykjavík, Iceland         | 冰島     | 1–1  | 2–3  | FIFA World Cup 2006 Qual. |
| 9  | 2005年6月4日   | Laugardalsvöllur, Reykjavík, Iceland         | 冰島     | 1–2  | 2–3  | FIFA World Cup 2006 Qual. |
| 10 | 2006年8月16日  | UPC-Arena, Graz, Austria                     | 奥地利   | 0–1  | 1–2  | 友誼賽                    |
| 11 | 2006年9月2日   | 匈牙利布達佩斯Ferenc Szusza Stadium          | 挪威     | 1–4  | 1–4  | UEFA Euro 2008 Qual.      |
| 12 | 2006年9月6日   | Bilino Polje, Zenica, Bosnia and Herzegovina |          | 0–2  | 1–3  | UEFA Euro 2008 Qual.      |
| 13 | 2007年3月28日  | 匈牙利布達佩斯Ferenc Szusza Stadium          | 摩尔多瓦 | 2–0  | 2–0  | UEFA Euro 2008 Qual.      |
| 14 | 2007年8月22日  | 匈牙利布達佩斯普斯卡什球場                   | 義大利   | 1–1  | 3–1  | 友誼賽                    |
| 15 | 2007年9月8日   | Stadion Sóstói, Székesfehérvár, Hungary      |          | 1–0  | 1–0  | UEFA Euro 2008 Qual.      |
| 16 | 2008年2月6日   | Tsirion Stadium, Limassol, Cyprus            | 斯洛伐克 | 0–1  | 1–1  | 友誼賽                    |
| 17 | 2008年11月19日 | 北愛爾蘭貝爾法斯特溫沙公園球場               | 北爱尔兰 | 0–2  | 0–2  | 友誼賽                    |
| 18 | 2009年4月1日   | 匈牙利布達佩斯普斯卡什球場                   | 馬爾他   | 2–0  | 3–0  | 2010 FIFA World Cup Qual. |
| 19 | 2010年10月8日  | 匈牙利布達佩斯普斯卡什球場                   | 圣马力诺 | 8–0  | 8–0  | UEFA Euro 2012 Qual.      |
| 20 | 2011年3月29日  | 荷蘭阿姆斯特丹阿姆斯特丹球場                 | 荷蘭     | 1–2  | 5–3  | UEFA Euro 2012 Qual.      |
| 21 | 2011年3月29日  | 荷蘭阿姆斯特丹阿姆斯特丹球場                 | 荷蘭     | 3–3  | 5–3  | UEFA Euro 2012 Qual.      |

## 榮譽

### 球會
费伦茨瓦罗斯
- 匈牙利足球甲级联赛
  - 冠軍（2）：2000/01年、2003/04年；
  - 亞軍（2）：2001/02年、2002/03年；
- 匈牙利盃
  - 冠軍（2）：2002/03年、2003/04年；
- 匈牙利超級盃
  - 冠軍（1）：2004年；

 西布朗
- 英格蘭足球冠軍聯賽
  - 冠軍（1）：2007/08年；

 富咸
- 欧足联欧洲联赛
  - 亞軍（1）：2009/10年；

### 個人
- 匈牙利足球先生：2004、2005
- 匈牙利國家隊隊長：
- 富咸最佳球員：2009–10

## 外部連結
- 足球数据库：謝拉·蘇爾坦的球员统计数据
- （英文） 富咸官網簡歷
- （英文） Zoltán's official site （页面存档备份，存于）
- （匈牙利文） Zoltán's official site （页面存档备份，存于）